# کهریز (ملایر)
کهریز (ملایر)، روستایی از توابع بخش مرکزی شهرستان ملایر در استان همدان ایران است. که مردم این روستا بیشتر به مردم کوفه شباهت دارند.

## جمعیت
جمعیت کهریز ۶۴ نفر ساکن و حدوداً ۳۰۰ نفر شناور بدون احتساب جمعیت مهاجر است که از خانواده‌های احمدوند، امیدی نژاد، تقدسی پور، سخاوتیان، رفیعی مقدم تشکیل شده‌است، پیشه مردم این روستا کشاورزی و باغبانی (انگور، گندم، جو، یونجه دیم، گاودانه، هندوانه دیم) و همچنین دامداری است و مردم این روستا لر هستند به زبان لری صحبت می‌کنند